# Juniperus osteosperma
Juniperus osteosperma là một loài thực vật hạt trần trong họ Cupressaceae. Loài này được Torr. Little mô tả khoa học đầu tiên năm 1948.